# Где-то в ночи
«Где-то в ночи» (англ. Somewhere in the Night) — фильм-нуар режиссёра Джозефа Л. Манкевича, вышедший на экраны в 1946 году.

## Сюжет
Морской пехотинец (Джон Ходяк), получив во время сражений на Тихом океане серьёзные ранения, полностью теряет память. Из своего бумажника он узнаёт лишь собственное имя — Джордж Тейлор, а также пару зацепок к своему прошлому — горькое письмо какой-то женщины, обвинявшей его во всех грехах, и загадочное письмо, подписанное кем-то по имени Ларри Крават. После демобилизации Джордж прибывает в Лос-Анджелес с единственной целью — разыскать Ларри и узнать хоть что-то о самом себе. Вскоре он узнаёт, что он не единственный, кто идёт по следу Ларри: местонахождением последнего живо интересуются и бандиты, и полиция.
Джордж по крупицам воссоздаёт своё прошлое, в котором, как выясняется, он был замешан в крупном ограблении с убийством, и потому находится под подозрением у полиции, а мафия ведёт на него открытую охоту. Джордж, который дал себе слово быть честным вне зависимости от обстоятельств своего прошлого, помогает полиции изобличить и поймать истинных преступников.

## В ролях
- Джон Ходяк — Джордж Тейлор
- Нэнси Гилд — Кристи Смит
- Ллойд Нолан — лейтенант Дональд Кендалл
- Ричард Конте — Мел Филлипс
- Джозефин Хатчинсон — Элизабет Конрой
- Фриц Кортнер — Ансельмо
- Марго Вуд — Филлис
- Шелдон Леонард — Сэм
- Лу Нова — Хьюберт
- Гарри Морган — работник бани
- Филип Ван Зандт — врач ВМС (в титрах не указан)
- Джефф Кори — банковский кассир (в титрах не указан)

## Критика
Кинообозреватель Босли Краузер выразил мнение, что Манкевич, «видимо, является ярым поклонником Альфреда Хичкока, ибо эта картина своим суровым мелодраматизмом поразительно напоминает стиль Хичкока. Его образы остры и реалистичны, сцены причудливы и необычны, персонажи энергично представлены, а движение в целом стремительно и напряженно. С точки зрения постановки фильм хорош, однако сама история — это полная чушь». Как заметил современный кинокритик Деннис Шварц, «Манкевичу отлично удаётся передать мрачное нуаровое настроение в картине. Фильм украшен отличной актёрской игрой и приправлен юмором и большим количеством саспенса, что удерживает к нему интерес, делая одной из наиболее ярких историй об амнезии».